# 모리타니 우기야
모리타니 우기야(아랍어: أوقية)는 모리타니의 공식 통화로서 전 세계에서 십진 기반이 아닌 보조 단위를 사용하는 단 두 종의 통화 중 하나이다. (다른 하나는 마다가스카르 아리아리) CFA 프랑을 대신하여 1973년부터 도입되었다. 1 우기야는 5 프랑이다. 모리타니 우기야의 주화 이름은 쿰(khoum)이다.

## 첫 번째 우기야 (MRO)

### 동전
1973년, 1⁄5 (1쿰스), 1, 2, 5, 10, 20 우기아 동전이 유통되었다. 이 해는 우기야가 5 CFA 프랑의 가치를 가졌고 쿰스는 프랑과 동등했기 (세분화가 없었음) 때문에 쿰스(khoums)가 주조된 유일한 해였다. 가장 최근에 발행된 발행은 2003년(1 우기야)과 2004년(기타 액면)이었다. 동전은 슬로바키아의 크렘니차 조폐국(Kremnica mint)에서 주조된다.
주화는 2009년에 약간 바뀌었는데, 도금 구성이 감소한 1 우기야와 바이메탈인 20 우기야가 발행되었다. 바이메탈 50 우기야는 2010년 12월에 발행되었다.

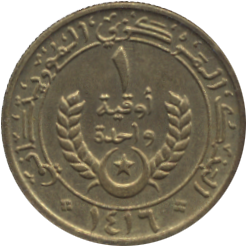
1 우기야의 앞면
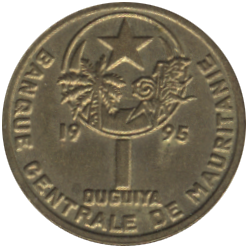
1 우기야의 뒷면

### 지폐
1973년, 모리타니 중앙은행(Banque Centrale de Mauritanie)에서 지폐가 발행되기 시작하였으며 처음에는 100, 200, 1000 우기야만 발행하였다. 이듬해 두 번째 판이 발행되었으며 500 우기야 지폐는 1979년부터 발행되고 있다. 지폐 발행은 뮌헨의 기섹 앤드 데브리엔트 (Giesecke & Devrient)사에서 발행하도록 한다. 2004년에는 복제 방지를 위해 한 단계 발전된 통화를 만들고 있다. 이후로 2000우기야도 생겨나 화폐 안보에 주력하고 있다.

## 두 번째 우기야 (MRU)
2017년 12월 5일, 모리타니 중앙은행은 1:10의 비율로 화폐의 리디노미네이션을 발표했다. 리디노미네이션의 일환으로, 1 쿰(1⁄5 우기야), 1, 5, 10, 20 우기야의 종류로 새로운 시리즈의 동전이 발행되었고, 후자는 3개의 금속으로 찍힌 동전과 50, 100, 200, 500, 1,000 우기야의 종류로 새로운 시리즈의 지폐가 발행되었다.

## 같이 보기
- 모리타니의 경제